# 吕尼 (厄尔-卢瓦省)
吕尼（法語：Luigny，法語發音：[lɥiɲi]）是法国厄尔-卢瓦省的一个市镇，位于该省西部，属于诺让勒罗特鲁区。

## 地理
吕尼（48°14'29"N, 1°1'24"E）面积15.88 平方千米，位于法国中央-卢瓦尔河谷大区厄尔-卢瓦省，该省份为法国北部内陆省份，北起顺时针与厄尔省、伊夫林省、埃松省、卢瓦雷省、卢瓦-谢尔省、萨尔特省和奧恩省接壤。
与吕尼接壤的市镇（或旧市镇、城区）包括：米耶尔迈涅、安韦尔、穆拉尔。
吕尼的时区为UTC+01:00、UTC+02:00（夏令时）。

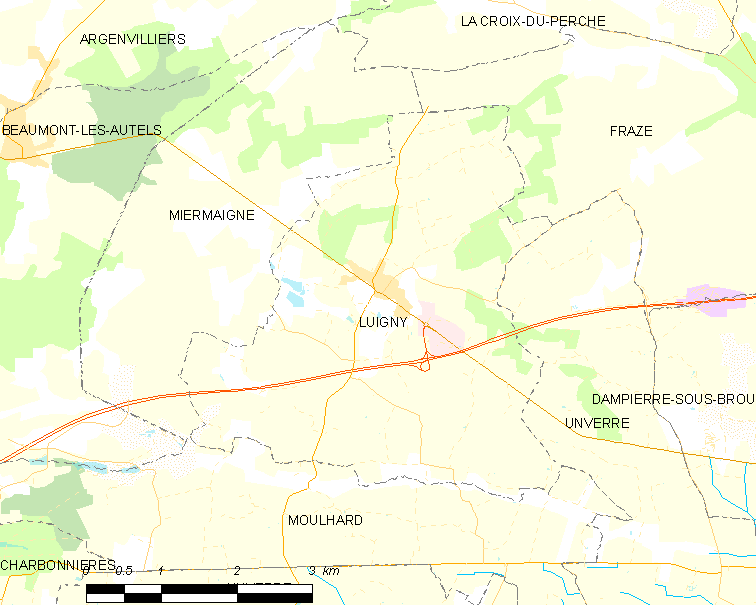
吕尼的OSM定位图

## 行政
吕尼的邮政编码为28480，INSEE市镇编码为28219。

## 政治
吕尼所属的省级选区为布鲁县。

## 人口

1962-2008年间吕尼人口变化图示

吕尼于2022年1月1日时的人口数量为423人。